# Zacharo
Zacharo (in greco Ζαχάρω?) è un comune della Grecia situato nella periferia della Grecia occidentale (unità periferica dell'Elide) con 13.716 abitanti secondo i dati del censimento 2001.
A seguito della riforma amministrativa detta Programma Callicrate in vigore dal gennaio 2011 che ha abolito le prefetture e accorpato numerosi comuni, la superficie del comune è ora di 276 km² e la popolazione è passata da 12.910 a 13.716 abitanti.